# The Report on Unidentified Flying Objects
The Report on Unidentified Flying Objects là cuốn sách phi hư cấu xuất bản năm 1956 của nhà điều tra UFO của Không quân Mỹ lúc bấy giờ đã về hưu Edward J. Ruppelt, trình bày chi tiết kinh nghiệm của ông khi điều hành Dự án Blue Book. Cuốn sách này gây được sự chú ý từ dư luận vì gợi ý rằng một vài trường hợp nhìn thấy UFO có thể liên quan đến các đợt phóng xạ nguyên tử.
Giới truyền thông đương đại tóm tắt bốn chủ đề được thảo luận trong cuốn sách này:
- Không có "bằng chứng xác thực" nào cho thấy đĩa bay tồn tại—không có bức ảnh đáng tin cậy, không có "phần cứng".[3]
- Trong khi Không quân chính thức bác bỏ lý thuyết tàu vũ trụ, kết luận đó "còn lâu mới được nhất trí".[3]
- Một số nhân viên trong Không quân đã đưa ra một phân tích về UFO, được gọi là "Đánh giá Tình hình", kết luận rằng một số UFO là tàu vũ trụ liên hành tinh. Phân tích đó đã bị một nhóm các nhà khoa học họp vào tháng 1 năm 1953 bác bỏ.[3]
- Những lời giải thích về công nghệ đã không được xem xét: "Không ai trong cuộc họp đưa ra suy nghĩ thứ hai về khả năng UFO có thể là máy bay siêu bí mật của Mỹ hoặc thành tựu của Liên Xô".[3]

Năm 1960, Ruppelt là tác giả của ấn bản thứ hai qua đó ông tường thuật mang tính "tích cực" rằng UFO không tồn tại.

## Nội dung
Ruppelt là đại úy trong Không quân Mỹ, từng là giám đốc điều tra chính thức về UFO: Dự án Grudge và Dự án Blue Book.  Trong thời gian làm giám đốc, Ruppelt đã đặt ra thuật ngữ UFO. Trong phần đề tựa, Ruppelt đưa ra lập luận: "Ai cũng biết rằng kể từ khi chiếc đĩa bay đầu tiên được báo cáo vào tháng 6 năm 1947, Không quân đã chính thức tuyên bố rằng không có bằng chứng nào cho thấy một thứ như tàu vũ trụ liên hành tinh tồn tại. Nhưng điều gì không ổn được biết là kết luận này còn lâu mới được sự nhất trí giữa quân đội và các cố vấn khoa học của họ".

## Bản 1960
Bốn năm sau lần xuất bản đầu tiên, Ruppelt đã phát hành một ấn bản mới với ba chương bổ sung. Trong đó, Ruppelt "dường như đã thay đổi hướng đi", tuyên bố UFO là một "Thần thoại về Thời đại Không gian".
Trong chương đầu tiên mang tên "And They're Still Flying",  Ruppelt đã kể về những lần nhìn thấy UFO vào cuối thập niên 1950 ở Ohio, Colorado và Kansas. Ruppelt thảo luận về việc thành lập Ủy ban Điều tra Hiện tượng Không trung Quốc gia (NICAP), một tổ chức phi lợi nhuận được thành lập để điều tra các báo cáo về UFO, và lời khai sau đó của ông trước Ủy ban Thượng viện Hoa Kỳ về Hoạt động của Chính phủ.  Trong chương mới thứ hai nhan đề "Off They Go into the Wild Blue Yonder", Ruppelt kể chi tiết những câu chuyện hoang đường của George Adamski về việc liên tục du hành tới Sao Kim trên một chiếc đĩa bay, ví Adamski với P.T. Barnum.
Trong chương cuối cùng "Do They or Don't They?", Ruppelt đáp lại câu hỏi "Các vật thể bay không xác định có tồn tại không?" với câu trả lời: "Tôi khẳng định là không".

## Nhận định
Cuốn sách này được coi là "quan trọng nhất" trong thời đại của nó. Tờ Buffalo News đã đưa tin về cuốn sách với hàng tít trên trang nhất "You Saw a Spacehip?  Air Force Won't Deny It", viết rằng "Ruppelt báo cáo kết luận của họ là một trong những sự bác bỏ giả thuyết cho rằng vật thể nêu trên là tàu vũ trụ, trên thực tế không có bằng chứng rõ ràng. Tuy nhiên, họ không bác bỏ khả năng này và ra sức thúc giục Không quân tiếp tục điều tra thêm nữa".
Một bài đánh giá năm 1956 đã mô tả sách này là "bản báo cáo tỉnh táo của một người đàn ông phụ trách một trong những cuộc điều tra chính thức", lập luận rằng "Ruppelt chẳng bao giờ đưa ra lời giải thích về những gì không thể giải thích được". Vào thập niên 1970, nhà nghiên cứu UFO J. Allen Hynek gợi ý rằng "cuốn sách của Ruppelt nên được đọc đối với bất kỳ ai quan tâm nghiêm túc đến lịch sử của chủ đề này".
Nhà sử học Curtis Peebles kết luận rằng cuốn sách "lẽ ra phải chấm dứt suy đoán về sự che đậy của Không quân. Trên thực tế, những tuyên bố của Ruppelt đã được chuyển thành sự ủng hộ cho ý tưởng che đậy".